# Хант, Ричард
Ри́чард Хант (англ. Richard Hunt; 19 августа 1951, Нью-Йорк, США — 7 января 1992, там же) — американский кукольник.

## Биография
Пришёл на телевидение в 1970 году. Наиболее известен по работе в проектах Джима Хенсона: «Маппет-шоу», «Скала Фрэглов» и другие. Участвовал в нескольких выпусках «Улицы Сезам». Умер от СПИДа.

## Избранные телепрограммы
- 1970 — The Great Santa Claus Switch
- 1975—1976 — Субботним вечером в прямом эфире / Saturday Night Live
- 1976—1981 — Маппет-шоу / The Muppet Show
- 1983—1988 — Улица Сезам / Sesame Street
- 1983—1987 — Скала Фрэглов / Fraggle Rock

## Избранная фильмография
- 1979 — Маппеты / The Muppet Movie
- 1981 — Большое кукольное путешествие / The Great Muppet Caper
- 1983 — Поменяться местами / Trading Places
- 1984 — Маппеты завоёвывают Манхэттен /  The Muppets Take Manhattan

## Награды
- 1978 — премия «Эмми» за лучший комедийно-развлекательный или музыкальный сериал («Маппет-шоу»).